# Gniewino
Gniewino (kaszb. Gniéwino, niem. Gnewin) – wieś kaszubska w Polsce położona w województwie pomorskim, w powiecie wejherowskim, w gminie Gniewino na trasie linii kolejowej Wejherowo–Choczewo–Lębork (obecnie zawieszonej). Wieś jest siedzibą sołectwa Gniewino w którego skład wchodzą również miejscowości Strzebielinek i Strzebielinko. W pobliżu miejscowości znajduje się największa w powiecie wejherowskim Farma Wiatrowa Lisewo.
W latach 1954–1972 wieś należała i była siedzibą władz gromady Gniewino. W latach 1975–1998 miejscowość administracyjnie należała do województwa gdańskiego.
Miejscowość jest siedzibą gminy Gniewino oraz klubu sportowego Stolem Gniewino.
W 2012 we wsi oddano do użytku śmigłowcowe lądowisko.
| SIMC    | Nazwa       | Rodzaj     |
| ------- | ----------- | ---------- |
| 0161737 | Cegielnia   | przysiółek |
| 0161743 | Wybudowanie | przysiółek |

## Historia
Wieś lokowana jako własność ówczesnego klasztoru cysterek z Żarnowca. Od XIV wieku należy do pomorskiego rodu Wejherów.
11 marca 1945 roku do miejscowości wkroczyły jednostki 19 Armii i 3 Samodzielnego Korpusu Pancernego Gwardii II Frontu Białoruskiego.
W związku z organizowanymi w Polsce i na Ukrainie mistrzostwami Europy w piłce nożnej w czerwcu 2012 roku w ośrodku pobytowym w Gniewinie zamieszkała Reprezentacja Hiszpanii w piłce nożnej mężczyzn.
W miejscowości był przystanek kolejowy Gniewino.

## Zabytki i inne atrakcje
- Neogotycki kościół z 1870 roku
- Wieża widokowa „Kaszubskie Oko” o wysokości 41 metrów (ogólnodostępna), z której to roztacza się widok na jezioro Żarnowieckie i na Wysoczyznę Żarnowiecką.
- Bowling, kino w Gminnym Ośrodku Turystyki i Sportu.